# 阿娜玛丽·韦伦舍克
阿娜玛丽·韦伦舍克（1991年5月15日—），斯洛文尼亚女子柔道运动员。她曾代表斯洛文尼亚参加2012年、2016年和2020年夏季奥林匹克运动会柔道比赛，其中2016年奥运会获得一枚铜牌。